# Румунські залізниці
Румунські залізниці (рум. Căile Ferate Române, CFR) — державна румунська залізнична компанія, оператор залізничного, одного з основних видів транспорту в Румунії. Заснована 1 квітня 1880 року.
Залізнична мережа Румунії складається з 11380 км колії, з яких 3971 км (34,9 %) електрифіковані на змінному струмі (25 кВ, 50 Гц), тоді як розгорнута довжина колій складає 22247 км, з яких 8585 км (38,5 %) електрифіковані. Ширина колії в країні 1435 мм, є також ділянки 1520 мм і 1000 мм..
Румунські залізниці межують з залізницями України (Укрзалізниця), Молдови (Молдовська залізниця), Сербії (Железнице Србије), Угорщини (Magyar Államvasútak).

## Історія

### XIX—XX сторіччя
1 вересня 1865 англієць Джон Тревор-Барклі почав будівництво залізниці Бухарест — Джурджу. Ця лінія була відкрита для руху 26 серпня 1869 і стала першою залізницею на території сучасної Румунії. Між 1864 і 1880 роками, на території тодішнього Об'єднаного князівства Волощини і Молдови було побудовано ще кілька залізниць, котрі використовувалися переважно для вантажних перевезень.
Перша подвійна колія була відкрита 25 січня 1895 року на 14 кілометровому відрізку залізниці між Яссами і селом Лецкань для того, щоб полегшити будівництво лінії Ясси — Дорохой. Наступними стали дільниці:
- Бухарест — Плоєшті (1891—1909)
- Плоєшті — Кимпіна (1910—1912)
- Констанца — Чернаводе (1931)
- Аджуд — Текуч (1933)
- Теюш — Апахіда (1938—1940)
- Кимпіна — Брашов (1938—1941)
- Бузеу — Мерешешть (1940—1942)

Після того, як Румунія стала комуністичною республікою (1949), залізниці стали символом швидкої індустріалізації країни. На додаток до збільшення частки залізничних перевезень та будівництва нових ліній, особливо в сільських районах, відбулася електрифікація наявних ліній.

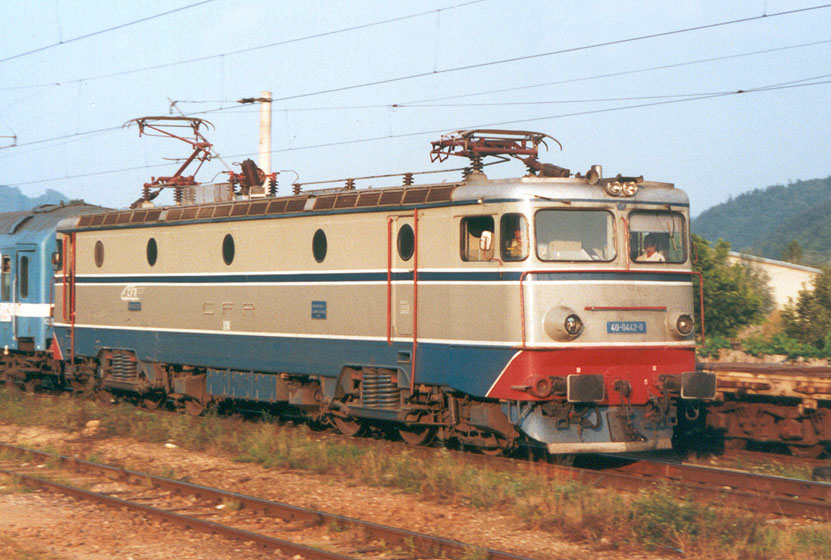
Електротяг на залізницях Румунії

Першою електрифікували пасажирську лінію Бухарест — Брашов. Перший проєкт електрифікації частини цієї лінії було створено ще 1913 року і після низки узгоджень влада країни планувала розпочати втілення проєкту вже 1942 року. Проте через Другу світову війни роботи з електрифікації почалися тільки 1959 року, а перший відтинок Брашов — Предял було відкрито лише 9 грудня 1965. 20 квітня 1966 було остаточно електрифіковано дільницю Синайя — Кимпіна. Вся лінія була електрифікована 16 лютого 1969.
На початку 1970-х років паротяги були повністю замінені теплотягами й електротягами.
Після повалення комуністичного режиму 1989 року Румунія мала одну з найщільніших залізничних мереж в Європі, але, разом з тим, відставала у плані інфраструктури. Це в поєднанні з економічним спадом призвело до занепаду залізниць: значну кількість ліній (особливо промислових або вузькоколійних) закрили. Це було пов'язано зі значним розвитком автобусного сполучення і відповідним зниженням пасажиропотоку на тих лініях. Проте вузькоколійки найбільш серйозно постраждали від крадіжок. Наприклад, дільниця Тиргу-Муреш — Банд була вкрадена майже повністю, відтак рух поїздів тут була перервано з 1997 року. Інші лінії буде закрито в майбутньому, зокрема в повіті Тиміш, де колії дуже старі, мало використовуються та пошкоджені внаслідок повені 2005.
1 жовтня 1998 CFR розділено на чотири самостійні компанії:
- CFR Călători — пасажирські перевезення;
- CFR Marfă[en] — вантажні перевезення;
- CFR Infrastructură — інфраструктура та забезпечення залізничної мережі
- Societatea Feroviară de Turism (SFT) — туристичні залізниці.

### Сучасність
Штаб-квартира компанії знаходиться в Бухаресті і має регіональні підрозділи, зосереджені в Бухаресті, Клуж-Напоці, Яссах і Тімішоарі.

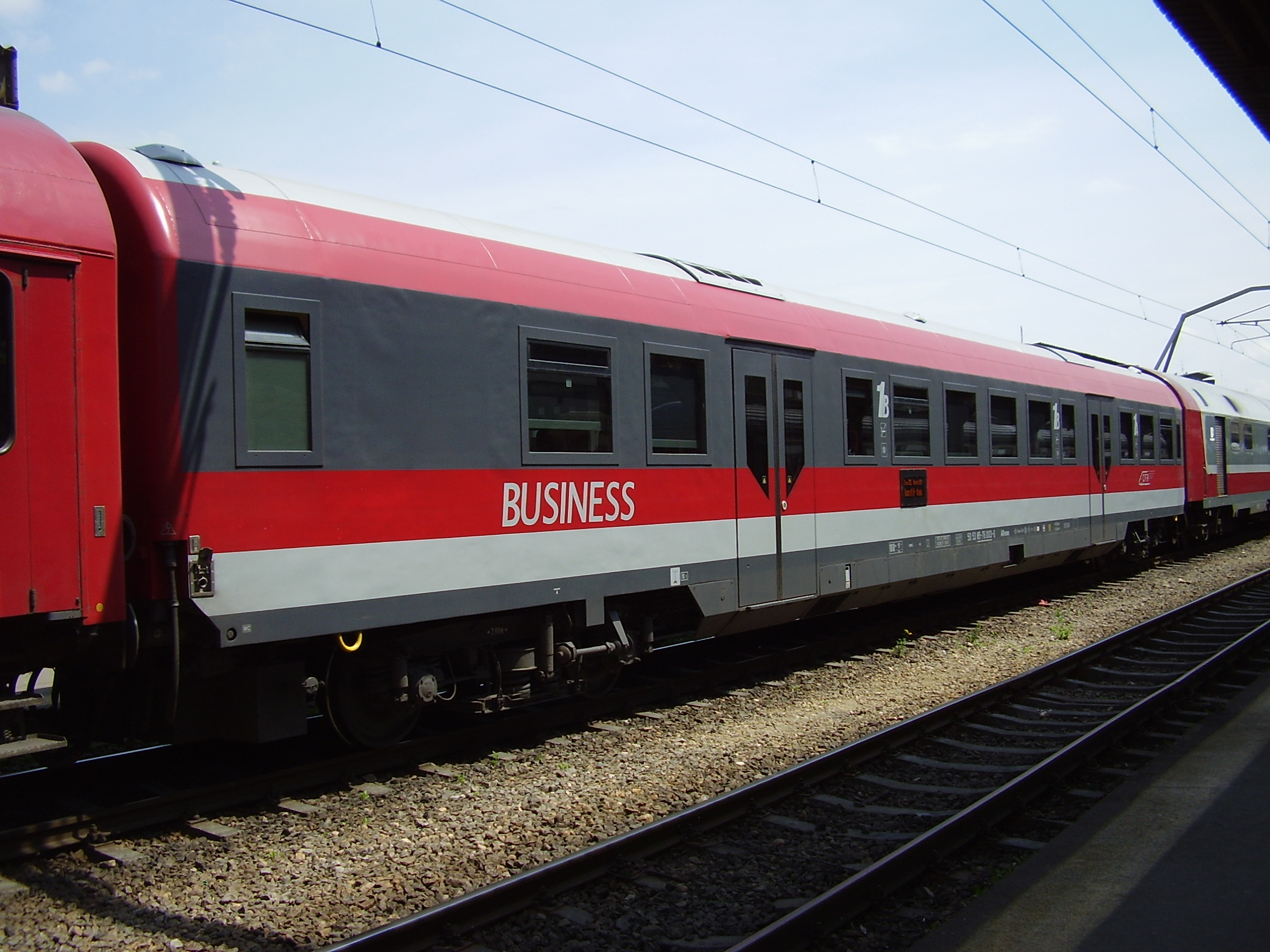
Нові вагони 85-76 (Бізнес-клас)

На початку 2000-х років, CFR почала програму модернізації, щоб поліпшити свій імідж, який постраждав і на національному та міжнародному рівні від скарг на неякісні послуги. Перший етап модернізації включав поліпшення швидких поїздів і використання міжміських поїздів InterCity.
2003 року «Румунські залізниці» придбали кілька нових поїздів Siemens Desiro, деякі з яких були зібрані в румунському Араді для використання для коротких і середніх відстаней.

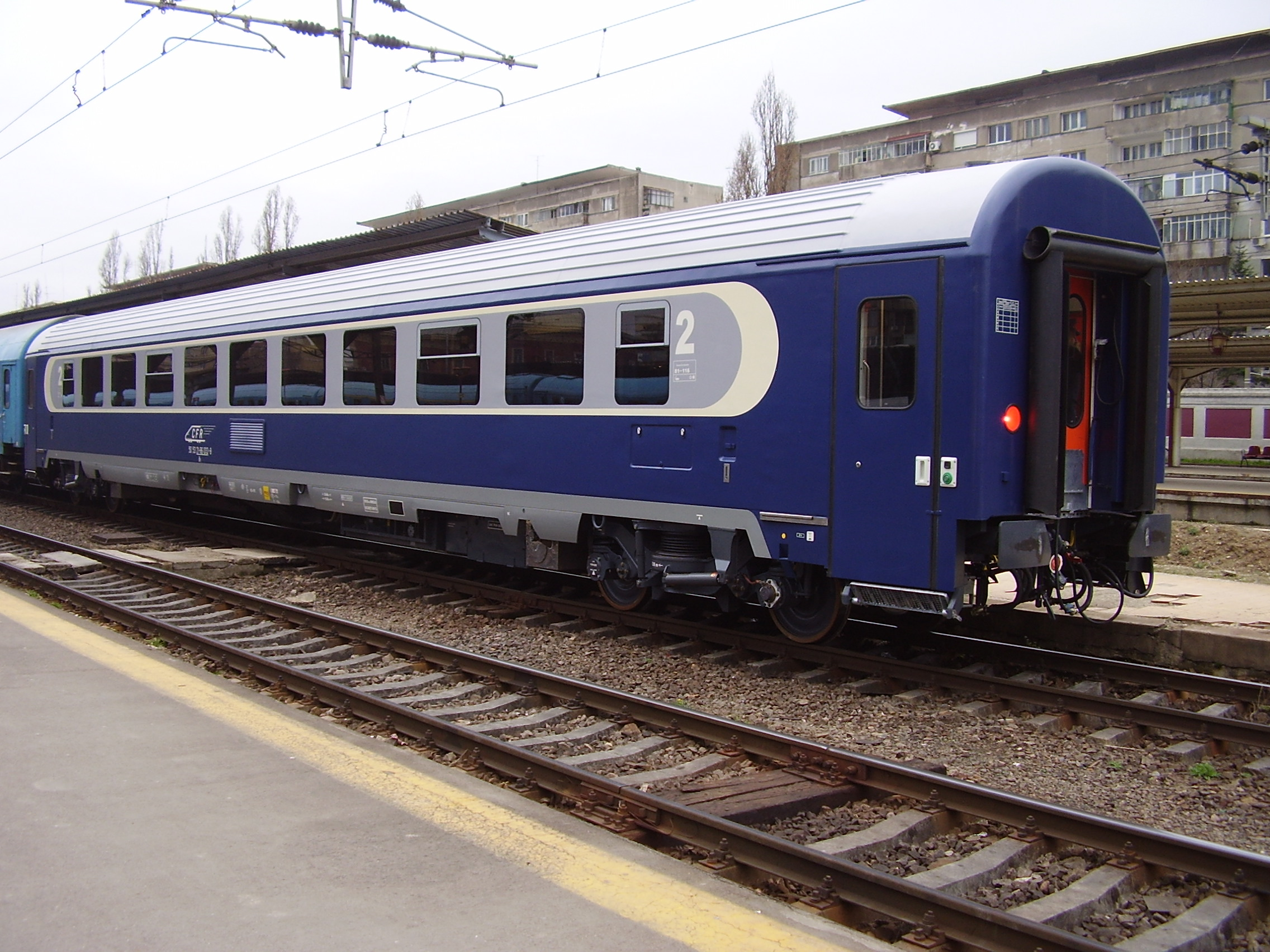
Вагон 21-86, використовується у InterCity та InterRegio

З 1 вересня 2006 року в усіх поїздах румунських залізниць заборонено куріння..
4 березня 2009 впроваджений так званий «Анрі Коанда Експрес», що пов'язує станції Бухарест-Північний і Балотешть поблизу міжнародного аеропорту ім. Анрі Коанда. 18 пар поїздів курсують щогодини з 05:15- до 23:23. Рухомий склад складається з декількох Siemens Desiro («Блакитна стріла»).

## Цікаві факти
- Обмеження швидкості для всіх поїздів у Румунії становить 160 км/год, хоча єдиний маршрут, де ця швидкість є досяжною — «Бухарест — Констанца». Крім того, на маршруті Бухарест — Кимпіна потяг розганяється до 140 км/год. З вересня 2007 почалися роботи на дільниці Кимпіна — Брашов (запланована швидкість після виконання робіт на цій ділянці — 160 км/год).
- Найдовший маршрут Румунії (і за тривалістю і за відстанню): «Сату-Маре — Мангалія» (928 км). Час у дорозі — 21 година. Найдовший маршрут поїзда InterCity — «Орадя — Бухарест», подорож займає 11 годин.